# Ksenia Pervak
Ksenia Pervak (Ксения Первак en russe), née le 27 mai 1991 à Tcheliabinsk, est une joueuse de tennis russe, qui a représenté le Kazakhstan entre décembre 2011 et juillet 2013. Elle compte une victoire en Grand Chelem, obtenue lors du simple juniors filles de l'Open d'Australie 2009.
Professionnelle entre 2005 et 2017, elle a atteint la 37e place mondiale du classement WTA en simple le 19 septembre 2011 ainsi que la 123e place mondiale en double dames en 2012.
Elle a gagné un titre sur le circuit WTA à l'Open de Tachkent en 2011.

## Style de jeu
Ksenia Pervak est une joueuse gauchère adepte du jeu de fond de court. Ses surfaces de prédilection sont le dur et la terre battue. Pervak déclare avoir comme modèles Steffi Graf et Anastasia Myskina.

## Carrière tennistique

### Débuts (2005-2009)
Quelques mois après avoir remporté les Petits As à Tarbes, Ksenia Pervak dispute son premier match officiel le 29 août 2005 lors d'un tournoi ITF disputé en Russie. Elle ne dispute de 2005 à fin 2008 aucun match en simple dans un tableau principal d'un tournoi WTA mais elle remporte trois titres sur le circuit ITF en simple et deux en double. En début d'année 2009, Pervak remporte le simple junior filles de l'Open d'Australie en dominant en finale Laura Robson 6-3, 6-1. Quelques jours après ce succès, elle remporte à Pattaya son premier match d'un tournoi WTA avant d'abandonner à cause d'une blessure au dos au deuxième tour contre Caroline Wozniacki, tête de série numéro 2 du tournoi et à qui elle prend un set. Elle joue le reste de la saison à la fois des tournois ITF et des tournois WTA qu'elle dispute la plupart du temps après être sortie des qualifications. Elle remporte 3 tournois ITF et dispute également deux autres finales.

### Premiers matchs en Grand Chelem (2010)
Ksenia Pervak dispute les qualifications de l'Open d'Australie. Elle perd lors de l'ultime tour contre Regina Kulikova. Lors de Roland-Garros, elle passe l'obstacle des qualifications mais s'incline dès le premier tour contre Maria Sharapova 6-3, 6-2. Battue au deuxième tour des qualifications de Wimbledon, elle dispute en juillet sa première demi-finale d'un tournoi WTA en juillet à Portorož. Elle est battue par Johanna Larsson sur abandon après une blessure au poignet droit. Admise directement dans le tableau principal de l'US Open, elle s'incline au premier tour contre Rebecca Marino. Elle atteint ensuite les quarts-de-finale à Canton. Elle remporte également durant l'année deux titres sur le circuit ITF, un en simple et un en double.

### Huitième de finale à Wimbledon et première finale en simple (2011)
Ksenia Pervak commence l'année 2011 par un deuxième tour atteint à Brisbane. Elle perd en trois sets contre Petra Kvitová qui gagne ensuite le tournoi. Elle perd ensuite au premier tour de l'Open d'Australie contre Nadia Petrova. Elle atteint en février les quarts-de-finale à Memphis puis Monterrey. À Roland-Garros, elle perd d'entrée de jeu contre Pauline Parmentier sur le score de 7-65, 6-4. Trois semaines plus tard, à Wimbledon, elle domine tout d'abord Shahar Peer, tête de série numéro 22, en trois sets avant de prendre sa revanche sur Pauline Parmentier, également en trois sets. Elle bat ensuite au troisième tour Andrea Petkovic, tête de série numéro 11. Son parcours londonien s'achève en huitièmes de finale à la suite de sa défaite contre l'Autrichienne Tamira Paszek 6-2, 2-6, 6-3.
Trois semaines après Wimbledon, Pervak est tête de série numéro 7 du tournoi de Bakou. Elle atteint la finale du tournoi après avoir notamment battu Aravane Rezaï en quart-de-finale puis Galina Voskoboeva en demi-finale. Elle s'incline 6-1, 6-4 contre sa compatriote Vera Zvonareva, tête de série numéro 1. Pervak perd ensuite au premier tour de l'US Open contre Ana Ivanović. Tête de série numéro 1 à Tachkent en septembre, Pervak remporte tous ses matchs en deux sets gagnant ainsi le premier tournoi WTA de sa carrière. À la suite de ce tournoi, Pervak atteint alors la 37e place mondiale, son meilleur classement à ce stade de sa carrière.

### 2012
En fin d'année 2011, la joueuse annonce jouer à partir de 2012 pour le Kazakhstan. L'année commence pour Pervak par trois défaites au premier tour lors de la tournée australienne de janvier.
Elle obtient sa première victoire de la saison le 13 février à l'Open de Doha en battant la tête de série numéro 10 Anastasia Pavlyuchenkova.

## Palmarès

### Titre en simple dames
| No | Date       | Nom et lieu du tournoi  | Catégorie | Dotation  | Surface    | Finaliste     | Score    |          |
| -- | ---------- | ----------------------- | --------- | --------- | ---------- | ------------- | -------- | -------- |
| 1  | 12-09-2011 | Tashkent Open, Tachkent | Intern'l  | 220 000 $ | Dur (ext.) | Eva Birnerová | 6-3, 6-1 | Parcours |

### Finale en simple dames
| No | Date       | Nom et lieu du tournoi | Catégorie | Dotation  | Surface    | Vainqueure     | Score    |          |
| -- | ---------- | ---------------------- | --------- | --------- | ---------- | -------------- | -------- | -------- |
| 1  | 18-07-2011 | Baku Cup, Bakou        | Intern'l  | 220 000 $ | Dur (ext.) | Vera Zvonareva | 6-1, 6-4 | Parcours |

### Titre en double dames
Aucun.

### Finale en double dames
| No | Date       | Nom et lieu du tournoi   | Catégorie | Dotation  | Surface    | Vainqueures                         | Partenaire       | Score    |          |
| -- | ---------- | ------------------------ | --------- | --------- | ---------- | ----------------------------------- | ---------------- | -------- | -------- |
| 1  | 08-02-2010 | PTT Women's Open Pattaya | Intern'l  | 220 000 $ | Dur (ext.) | Marina Erakovic Tamarine Tanasugarn | Anna Chakvetadze | 7-5, 6-1 | Parcours |

## Parcours en Grand Chelem

### En simple dames
| Année | Open d'Australie                                   | Open d'Australie | Internationaux de France | Internationaux de France                          | Wimbledon                                                | Wimbledon       | US Open                                            | US Open      |
| ----- | -------------------------------------------------- | ---------------- | ------------------------ | ------------------------------------------------- | -------------------------------------------------------- | --------------- | -------------------------------------------------- | ------------ |
| 2009  | Q1 \|\| style="text-align:left" \| Kimiko Date     | —                | —                        | —                                                 | —                                                        | —               | —                                                  |              |
| 2010  | Q3 \|\| style="text-align:left" \| Regina Kulikova | 1er tour (1/64)  | Maria Sharapova          | Q2 \|\| style="text-align:left" \| Romina Oprandi | 1er tour (1/64)                                          | Rebecca Marino  |                                                    |              |
| 2011  | 1er tour (1/64)                                    | Nadia Petrova    | 1er tour (1/64)          | Pauline Parmentier                                | 4e tour (1/8)                                            | Tamira Paszek   | 1er tour (1/64)                                    | Ana Ivanović |
| 2012  | 1er tour (1/64)                                    | Li Na            | 1er tour (1/64)          | Varvara Lepchenko                                 | 1er tour (1/64)                                          | Li Na           | 1er tour (1/64)                                    | Carla Suárez |
| 2013  | 2e tour (1/32)                                     | Heather Watson   | —                        | —                                                 | —                                                        | —               | Q3 \|\| style="text-align:left" \| Casey Dellacqua |              |
| 2014  | —                                                  | —                | 1er tour (1/64)          | Maria Sharapova                                   | Q1 \|\| style="text-align:left" \| Aliaksandra Sasnovich | 1er tour (1/64) | Angelique Kerber                                   |              |
|       |                                                    |                  |                          |                                                   |                                                          |                 |                                                    |              |
| 2017  | Q1 \|\| style="text-align:left" \| Tatjana Maria   | —                | —                        | —                                                 | —                                                        | —               | —                                                  |              |

À droite du résultat, l’ultime adversaire.

### En double dames
| Année | Open d'Australie            | Open d'Australie           | Internationaux de France    | Internationaux de France    | Wimbledon                   | Wimbledon                   | US Open                      | US Open                    |
| ----- | --------------------------- | -------------------------- | --------------------------- | --------------------------- | --------------------------- | --------------------------- | ---------------------------- | -------------------------- |
| 2011  | -                           | -                          | -                           | -                           | -                           | -                           | 1er tour (1/32) Petra Martić | V. Diatchenko Olga Savchuk |
| 2012  | 1er tour (1/32) S. Stephens | Rika Fujiwara Ayumi Morita | 1er tour (1/32) L. Tsurenko | O. Govortsova G. Voskoboeva | 1er tour (1/32) J. Husárová | O. Govortsova Mandy Minella | -                            | -                          |
| 2013  | 2e tour (1/16) D. Cibulková | Sílvia Soler Carla Suárez  | -                           | -                           | -                           | -                           | -                            | -                          |

Sous le résultat, la partenaire ; à droite, l’ultime équipe adverse.

## Parcours en «Premier Mandatory» et «Premier 5»
Découlant d'une réforme du circuit WTA inaugurée en 2009, les tournois WTA « Premier Mandatory » et « Premier 5 » constituent les catégories d'épreuves les plus prestigieuses, après les quatre levées du Grand Chelem.

### En simple dames
| Année |              | Premier Mandatory          | Premier Mandatory              | Premier Mandatory            | Premier Mandatory |       | Premier 5 | Premier 5                  | Premier 5                         | Premier 5                 | Premier 5                    | Premier 5 | Premier 5 |
| Année | Indian Wells | Miami                      | Madrid                         | Pékin                        |                   | Dubaï | Rome      | Canada                     | Cincinnati                        |                           | Tokyo                        |           |           |
| Année | Indian Wells | Miami                      | Madrid                         | Pékin                        |                   | Doha  | Rome      | Canada                     | Cincinnati                        |                           | Wuhan                        |           |           |
| Année | Indian Wells | Miami                      | Madrid                         | Pékin                        |                   |       | Rome      | Canada                     | Cincinnati                        |                           |                              |           |           |
| 2011  |              |                            | 1er tour (1/64) A. Medina      |                              |                   |       |           |                            |                                   |                           |                              |           |           |
| 2012  |              | 3e tour (1/16) A. Ivanović | 3e tour (1/16) M. Kirilenko    | 1er tour (1/32) C. Wozniacki |                   |       |           | 3e tour (1/8) Y. Wickmayer | 1er tour (1/32) A. Pavlyuchenkova | 2e tour (1/16) P. Kvitová | 1er tour (1/32) U. Radwańska |           |           |
| 2013  |              | 2e tour (1/32) R. Vinci    | 1er tour (1/64) A. Tomljanović |                              |                   |       |           |                            |                                   |                           |                              |           |           |

Sous le résultat, l’ultime adversaire.

## Parcours en Fed Cup
| #                                                                | Date       | Lieu     | Surface    | Gagnante(s)  | Perdante(s)   | Score    |          |
|                                                                  |            |          |            |              |               |          |          |
| 2013 - Barrage (groupe mondial II) - France - Kazakhstan - 4 : 1 |            |          |            |              |               |          |          |
| 1                                                                | 20/04/2013 | Besançon | Dur (int.) | Alizé Cornet | Ksenia Pervak | 6-3, 6-1 | Parcours |

## Classements WTA en fin de saison
| Année          | 2007 | 2008 | 2009 | 2010 | 2011 | 2012 | 2013 | 2014 | 2015 | 2016 | 2017 |
| Rang en simple | 301  | 156  | 138  | 97   | 39   | 105  | 165  | 120  | 573  | –    | 827  |
| Rang en double | –    | 315  | 362  | 177  | 140  | 343  | 289  | –    | –    | –    | –    |

Source : (en) Classements de Ksenia Pervak sur le site officiel de la Fédération internationale de tennis